# Chlorocypha cyanifrons
Chlorocypha cyanifrons – gatunek ważki z rodziny Chlorocyphidae.